# Codex Laudianus
Codex Laudianus, ms. Oxford, Bodleian Library, Laud. gr. 35, designato con Ea o 08 (nella numerazione gi Gregory-Aland), α 1001 (von Soden), chiamato Laudianus dal primo proprietario, l'Arcivescovo William Laud. È un manoscritto bilingue e digrafico, latino-greco, che presenta una scrittura onciale per la parte in latino e una maiuscola biblica per la parte in greco. Il codice è datato dai paleografi fra la fine del VI secolo e l'inizio del VII e fu copiato in Sardegna o, con maggior probabilità, a Roma. Contiene gli Atti degli Apostoli.

## Descrizione
È un manoscritto bilingue e digrafico con il testo latino-greco degli Atti degli Apostoli disposto in due colonne parallele. L'impaginazione è simile a quella di un glossario: ogni linea di testo ospita infatti da una a un massimo di quattro parole. Il codex contiene 227 fogli (misure Template:×), col testo quasi completo del Libro degli Atti. Ciò che rimane è costituito da frammenti (26,29-28,26).
Il testo è scritto in due colonne per pagina, 24 o più righe per pagina È scritto con righe molto corte da una a tre parole ciascuna È scritto con stile colometrico. È il più antico manoscritto conosciuto che contiene il testo degli Atti 8:37.

## Testo
Il testo greco di questo codex mostra una mistura di tipi testuali, solitamente il tipo bizantino, ma ci sono anche il tipo testuale occidentale e anche il tipo testuale alessandrino.
Contiene gli atti 8:37, come i manoscritti 323, 453, 945, 1739, 1891, 2818 e molti altri.
In Atti 12:25 il testo latino del Codex legge da Gerusalemme ad Antiochia mentre la maggioranza legge εις Ιερουσαλημ (a Gerusalemme);
In Atti 16:10 legge θεος come il P74, il Sinaitico, Alessandrino, Vaticano, Ephraemi, 044, ecc; l'altra lettura κυριος, è supportata da D, P, Onciale 049, Onciale 056, Onciale 0142, 88, 104, 330, 436, 451, 614, 629, 1241, 1505, 1877, 2127, 2412, 2492, 2495, Byz, c, d, Codex Gigas, syrp,h, copsa.
In Atti 18:26 legge την οδον του κυριου come i manoscritti 1505, 2495
In Atti 20:28 legge του κυριου (del Signore) come i manoscritti: P74, Codex Ephraemi, Codex Bezae, Codex Athous Lavrensis, 33, 36, 453, 945, 1739, e 1891.

## Storia
Secondo Bachisio Raimondo Motzo fu scritto in Sardegna durante la dominazione Bizantina, poiché alla carta 227v è scritto un riferimento mutilo ad un editto del Duca di Sardehgna: "Io, Flavio Pancrazio, grazie a Dio, ex Prefetto, Duca di Sardegna, dichiaro quanto segue. Poiché detestabili a Dio", comunque dopo il 534 ma prima del 716, e fu utilizzato da Beda il Venerabile nella sua Expositio Actuum Apostolorum Retractata.
"Fu probabilmente portato in Inghilterra da Teodoro di Tarso, Arcivescovo di Canterbury, nel 668, o da Ceolfrid, Abate di Wearmouth e Jerrow, nella prima parte dell'VIII secolo. Fu probabilmente conservato in uno dei grandi monasteri dell'Inghilterra settentrionale"
Venne successivamente in possesso di William Laud, che lo donò alla Biblioteca Bodleiana a Oxford in 1636, ove è attualmente conservato (Cat. number: Laud. Gr. 35 1397, I,8).
Il testo fu pubblicato da Thomas Hearne nel 1715, in una lezione non molto corretta, poi da Hansell nel 1864, e da Constantin von Tischendorf nel 1870.
Il manoscritto fu esaminato da Johann Jakob Griesbach, Ropes, Bachisio Raimondo Motzo, Poole, Clark, Lagrange, and Walther.